# Valencia Open 500
A Valencia Open 500 egy évente megrendezett tenisztorna férfiak számára a spanyolországi Valenciában. 
Az ATP World Tour 500 Seriesbe tartozik, összdíjazása 1 424 850 euró. A versenyen 32 játékos vehet részt. Az első versenyt 1995-ben rendezték meg, a helyszín többször is változott, majd 2003-tól megállapodott a mai helyén. A mérkőzéseket szabadtéri salakos borításon játszották 2008-ig. 2009-től a torna előléptetésével együtt áthelyezték fedett, kemény borítású pályákra, az időpont pedig áprilisról októberre került át.

## Döntők

### Egyéni
| Valencia | Valencia            | Valencia            | Valencia            |
| -------- | ------------------- | ------------------- | ------------------- |
| Év       | Győztes             | Ellenfél a döntőben | Eredmény a döntőben |
| 2011     | Marcel Granollers   | Juan Mónaco         | 6–2, 4–6, 7–6(3)    |
| 2010     | David Ferrer        | Marcel Granollers   | 7–5, 6–3            |
| 2009     | Andy Murray         | Mihail Juzsnij      | 6–3, 6–2            |
| 2008     | David Ferrer        | Nicolás Almagro     | 4–6, 6–2, 7–6(2)    |
| 2007     | Nicolás Almagro     | Potito Starace      | 4–6, 6–2, 6–1       |
| 2006     | Nicolás Almagro     | Gilles Simon        | 6–2, 6–3            |
| 2005     | Igor Andrejev       | David Ferrer        | 3–6, 7–5, 6–3       |
| 2004     | Fernando Verdasco   | Albert Montañés     | 7–6(5), 6–3         |
| 2003     | Juan Carlos Ferrero | Christophe Rochus   | 6–2, 6–4            |
| Mallorca |                     |                     |                     |
| 2002     | Gastón Gaudio       | Jarkko Nieminen     | 6–2, 6–3            |
| 2001     | Alberto Martín      | Guillermo Coria     | 6–3, 3–6, 6–2       |
| 2000     | Marat Szafin        | Mikael Tillström    | 6–4, 6–3            |
| 1999     | Juan Carlos Ferrero | Àlex Corretja       | 2–6, 7–5, 6–3       |
| 1998     | Gustavo Kuerten     | Carlos Moyà         | 6–7(5), 6–2, 6–3    |
| Marbella |                     |                     |                     |
| 1997     | Albert Costa        | Alberto Berasategui | 6-3, 6–2            |
| 1996     | Marc-Kevin Göllner  | Àlex Corretja       | 7–6(4), 7–6(2)      |
| Valencia |                     |                     |                     |
| 1995     | Sjeng Schalken      | Gilbert Schaller    | 6–4, 6–2            |

### Páros
| Valencia | Valencia                           | Valencia                           | Valencia            |
| -------- | ---------------------------------- | ---------------------------------- | ------------------- |
| Év       | Győztesek                          | Ellenfelek a döntőben              | Eredmény a döntőben |
| 2011     | Bob Bryan Mike Bryan               | Eric Butorac Jean-Julien Rojer     | 6–4, 7–6(9)         |
| 2010     | Andy Murray Jamie Murray           | Mahes Bhúpati Makszim Mirni        | 7–6(8), 5–7, [10–7] |
| 2009     | František Čermák Michal Mertiňák   | Marcel Granollers Tommy Robredo    | 6–4, 6–3            |
| 2008     | Máximo González Juan Mónaco        | Travis Parrott Filip Polášek       | 7–5, 7–5            |
| 2007     | Wesley Moodie Todd Perry           | Yves Allegro Sebastián Prieto      | 7–5, 7–5            |
| 2006     | David Škoch Tomas Zib              | Lukáš Dlouhý Pavel Vízner          | 6–4, 6–3            |
| 2005     | Fernando González Martín Rodríguez | Lucas Arnold Ker Mariano Hood      | 6–4, 6–4            |
| 2004     | Gastón Etlis Martín Rodríguez      | Feliciano López Marc López         | 7–5, 7–6(5)         |
| 2003     | Lucas Arnold Ker Mariano Hood      | Brian MacPhie Nenad Zimonjić       | 6–1, 6–7(7), 6–4    |
| Mallorca |                                    |                                    |                     |
| 2002     | Mahes Bhúpati Lijendar Pedzs       | Julian Knowle Michael Kohlmann     | 6–2, 6–4            |
| 2001     | Donald Johnson Jared Palmer        | Feliciano López Francisco Roig     | 7–5, 6–3            |
| 2000     | Michaël Llodra Diego Nargiso       | Alberto Martín Fernando Vicente    | 7–6(2), 7–6(3)      |
| 1999     | Lucas Arnold Ker Tomás Carbonell   | Alberto Berasategui Francisco Roig | 6–1, 6–4            |
| 1998     | Pablo Albano Daniel Orsanic        | Jiří Novák David Rikl              | 7–6(9), 6–3         |
| Marbella |                                    |                                    |                     |
| 1997     | Karim Alami Julián Alonso          | Alberto Berasategui Jordi Burillo  | 4–6, 6–3, 6–0       |
| 1996     | Andrew Kratzmann Jack Waite        | Pablo Albano Lucas Arnold Ker      | 6–7, 6–3, 6–4       |
| Valencia |                                    |                                    |                     |
| 1995     | Tomás Carbonell Francisco Roig     | Tom Kempers Jack Waite             | 7–5, 6–3            |